# Calao papou
Rhyticeros plicatus
Espèce
Statut de conservation UICN

 LC  : Préoccupation mineure
Statut CITES
Le Calao papou (Rhyticeros plicatus) est un grand oiseau vivant sur le toit de la forêt de Wallacea et la Mélanésie. Son nom local en Tok Pisin est kokomo.
Son nom anglais commémore Edward Blyth (1810-1873), zoologue anglais et conservateur du Musée de la Société Asiatique du Bengale.

## Description
Pouvant atteindre jusqu'à 91 cm de longueur, le mâle adulte a principalement un plumage noir avec une tête dorée ou orange, une gorge et une queue blanches. Ses iris sont de couleur rougeâtre et son œil est entouré d'une peau bleue et nue. La femelle est généralement plus petite, de couleur principalement noire, avec une gorge et une queue blanches. Les deux sexes ont une très grande crête et un bec de couleur cornée. Les jeunes oiseaux des deux sexes ressemblent au mâle. Les adultes ont jusqu'à huit plis sur leur crête pâle, selon l'âge qu'ils ont, alors que les jeunes oiseaux n'en ont aucun.
En vol, le son de ses ailes est fort et distinctif, un bruit de précipitation qui a été comparé au bruit de la vapeur s'échappant d'une locomotive. Le calao papou a un large éventail de grognements gutturaux et de rires.
Son régime se compose principalement de fruits, en particulier de figues, parfois complétés d'insectes et d'autres petits animaux.

## Répartition
On retrouve cette espèce dans les forêts de basse altitude, avec un niveau de la mer entre 1 200 et 1 500 m, dans les Moluques, la Nouvelle-Guinée, l'archipel Bismarck et plus  à l'est que les îles Salomon. C'est la seule espèce vivante de Nouvelle-Guinée et l'un des plus grands oiseaux volants de la région.

## Taxinomie

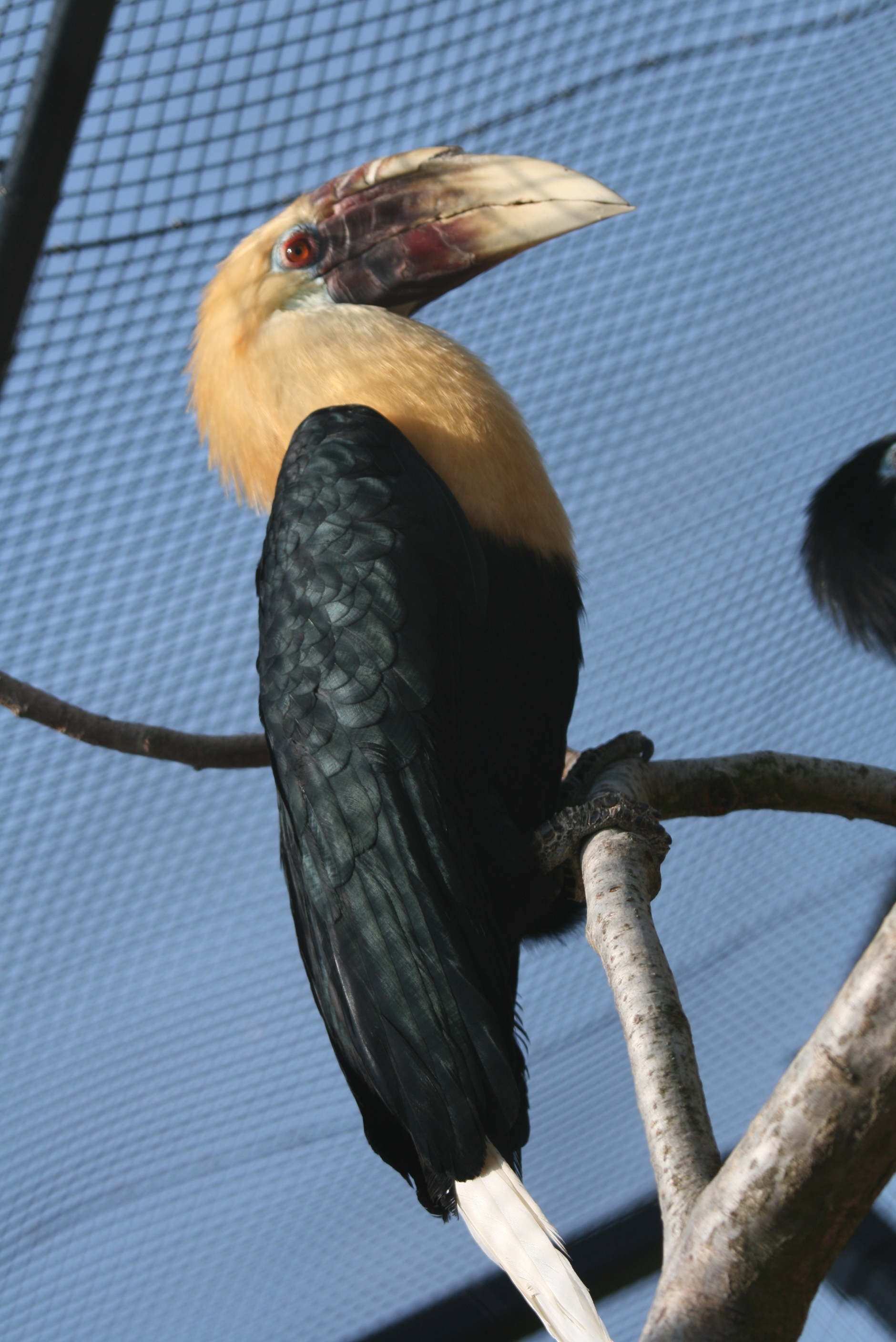
Mâle.

D'après Alan P. Peterson, cette espèce est constituée des six sous-espèces suivantes :
- Rhyticeros plicatus dampieri Mayr, 1934 ;
- Rhyticeros plicatus harterti Mayr, 1934 ;
- Rhyticeros plicatus jungei Mayr, 1937 ;
- Rhyticeros plicatus mendanae Hartert, 1924 ;
- Rhyticeros plicatus plicatus (J.R. Forster, 1781) ;
- Rhyticeros plicatus ruficollis (Vieillot, 1816).

Le Calao à gorge claire (Rhyticeros subruficollis) était initialement considéré comme un sous-espèce de Rhyticeros plicatus.
synonymeAceros plicatus